# Santa Bàrbara de Conanglell
Santa Bàrbara de Conanglell és una església de les Masies de Voltregà (Osona) inclosa a l'Inventari del Patrimoni Arquitectònic de Catalunya.

## Descripció
Església d'una única nau coberta a dues vessants. La façana es troba orientada a ponent amb portal d'arc de mig punt, que es presenta cegat des de la seva línia d'imposta, convertint-se en un accés de tipologia allindada. La representació d'una creu en relleu decora la part tancada de l'arc. Damunt el portal es veu una rosassa sense vitralls i damunt encara s'obre una finestra. La façana està coronada per un campanar d'espadanya.
A migdia s'obre una altra porta, amb les mateixes característiques que l'altre i també té un rosetó al damunt. Els murs presenten una decoració a base d'arquets cecs trevolats que es disposen a sota el ràfec de la teulada. Als laterals es poden veure gàrgoles de dimensions reduïdes.
A llevant s'hi forma un petit absis, antiga sagristia amb òculs a la part superior.
A l'interior es conserven restes del teginat.

## Història
Aquesta capella està situada en el mateix indret on hi hagué l'antiga quadra de Conanglell, terme autònom adscrit al Castell de Voltregà. Ja al segle xiii trobem notícies d'aquesta vila. Al 1840 s'incorpora al terme de Masies de Voltregà.
Des del 1857 fou ocupat per diversos cossos de l'exèrcit, d'enginyers i la secció de remunta, els quals convertiren l'indret en un nucli important de població. Fou segurament a darreries de segle que s'hi bastí la capella dedicada a Santa Bàrbara. D'ençà de la Segona República que ha perdut el culte, en els últims temps s'ha convertit en corral i està en estat de complet abandó. A poca distància es troba la casa del capità, en un estat encara pitjor.